# Trogonidae
I Trogonidi (Trogonidae Lesson, 1828) sono una famiglia di uccelli, unica famiglia dell'ordine Trogoniformes.
Il rappresentante più conosciuto di questa famiglia di uccelli dai brillanti colori è il quetzal splendente (Pharomachrus mocinno), simbolo del Guatemala, considerato una divinità dal popolo degli Aztechi.

## Descrizione
Le femmine sono generalmente di colore più pallido, e le specie asiatiche hanno colorazioni meno vivaci.

## Biologia
I trogoni sono elusivi e territoriali e cercano il cibo stando appollaiati sui rami.
Si nutrono di insetti e piccole lucertole; alcuni sono anche frugivori.
Caso assai particolare in questi uccelli è l'eterodattilia, ossia il primo e il secondo dito della zampa sono rivolti all'indietro.

## Distribuzione e habitat
Vivono nelle regioni tropicali, nelle foreste pluviali e nelle boscaglie monsoniche.

## Tassonomia
La famiglia comprende i seguenti generi:
- Apalharpactes Bonaparte, 1854 (2 specie)
- Apaloderma Swainson, 1833 (3 spp.)
- Euptilotis Gould, 1858 (1 sp.)
- Harpactes Swainson, 1833 (10 spp.)
- Pharomachrus De la Llave, 1832 (5 spp.)
- Priotelus G.R. Gray, 1840 (2 spp.)
- Trogon Brisson, 1760 (20 spp.)